# Горобовка (Белопольский район)
Горобовка (укр. Горобівка) — село,
Горобовский сельский совет,
Белопольский район,
Сумская область,
Украина.
Код КОАТУУ — 5920682601. Население по переписи 2001 года составляло 396 человек.
Является административным центром Горобовского сельского совета, в который, кроме того, входят сёла
Бессокирное,
Беловишневое,
Заречное,
Максимовщина и
Омельченки.

## Географическое положение
Село Горобовка находится на правом берегу реки Вир,
выше по течению на расстоянии в 1,5 км расположено село Кравченково,
ниже по течению примыкает село Беловишневое,
на противоположном берегу — сёла Заречное и Бессокирное.
Река в этом месте извилистая, образует лиманы, старицы и заболоченные озёра.
Рядом проходит автомобильная дорога Т-1908.

## История
Хутор Воробьевский был заселен жителями с фамилией Воробьевский, о чем свидетельствуют записи в метрических книгах Покровской церкви города Белополья. В районе 1861 года хутор получает собственную церковь - Георгиевскую, и получает статус села. Село Воробьевка находилось в составе Белопольской волости Сумского уезда Харьковской губернии. Современное название села Горобовка образовано от украинского перевода слова "воробей" - "горобець".
Священнослужители Георгиевской церкви:
- 1867 — священник Василий Корнильев
- 1871—1874 — дьячок Павел Полянский
- 1871—1874 — пономарь Игнат Скляров
- 1872 — священник Николай Попов
- 1872 — священник Гавриил Трипольский
- 1873—1874 — священник Яков Павлов
- 1886 — священник Павел Николаевич Луценков
- 1886 — псаломщик Дмитрий Дюков[2]

## Экономика
- Молочно-товарная ферма.
- Садовый кооператив «Желобок».
- КСП «Вир».